# Favoriten
Favoriten ([fafoˈʀiːtən]ⓘ) - dziesiąta dzielnica Wiednia. Położona na południu miasta. Jest to najludniejsza dzielnica miasta. Mieszka tu prawie 10% wszystkich mieszkańców stolicy Austrii.
W latach 2007–2014 na Favoriten wzniesiono Wien Hauptbahnhof.